# Megaceryle
Megaceryle és un gènere d'ocells de la família dels alcedínids (Alcedinidae).

## Descripció
La principal font d'alimentació d'aquest ocells són els peixos i en són grans especialistes. Tenen crestes rígides i prominents al cap. Les parts superiors de color gris fosc o gris blavós, en gran part no marcades a les dues espècies americanes, però molt tacades de blanc en l'alció gegant asiàtic i l'alció gegant africà. Les parts inferiors poden ser blanques o vermelles, totes les espècies tenen una contrastada franja al pit excepte el mascle l'alció gegant neotropical. El patró de la part inferior sempre és diferent per als dos sexes de cada espècie.
Aquests ocells nien en túnels horitzontals fets a la riba d'un riu o banc de sorra. Els dos pares excaven el túnel, coven els ous i alimenten les cries.
Sovint es veuen posats en arbres, pals o altres punts de vigilància adequats a prop de l'aigua abans de capbussar-se per capturar les preses, generalment peixos, crustacis o granotes, però de vegades insectes aquàtics i altres animals de mida adequada.

## Taxonomia
El gènere va ser erigit pel naturalista alemany Johann Jakob Kaup el 1848. L'espècie tipus és una subespècie de l'alció gegant asiàtic, la Megaceryle lugubris guttulata. Megaceryle prové del grec antic «megas», “gran” i del gènere existent Ceryle.
La primera hipòtesi sobre el gènere és que va sorgir al Nou Món a partir d'un avantpassat alcedinid que va travessar l'estret de Bering i més tard va donar lloc a aquest gènere i el Chloroceryle. Actualment, sembla que el gènere probablement s'origina al Vell Món, possiblement a l'Àfrica, i l'ancestre va fer la travessia de l'oceà.
En primer moment, Megaceryle eren inclosos a Ceryle, però aquest últim està genèticament més proper a Chloroceryle.
Segons la Classificació del Congrés Ornitològic Internacional (versió 14.2, 2024) aquest gènere està format per 4 espècies:
- Alció gegant africà (Megaceryle maxima).
- Alció gegant asiàtic (Megaceryle lugubris).
- Alció gegant neotropical (Megaceryle torquata).
- Alció gegant nord-americà (Megaceryle alcyon).